# 普卢埃加特盖朗
普卢埃加特盖朗（法語：Plouégat-Guérand，法語發音：[plueɡat ɡeʁɑ̃]）是法国菲尼斯泰尔省的一个市镇，位于该省东北部，属于莫尔莱区。

## 地理
普卢埃加特盖朗（48°37'16"N, 3°40'31"W）面积17.29 平方千米，位于法国布列塔尼大區菲尼斯泰尔省，该省份为法国最西部的省份，位于布列塔尼半岛西部，北西南三面环大西洋，东临阿摩尔滨海省和莫尔比昂省。
与普卢埃加特盖朗接壤的市镇（或旧市镇、城区）包括：普莱斯坦莱格雷沃、特雷梅勒、吉梅克、朗默尔、普卢伊尼欧。

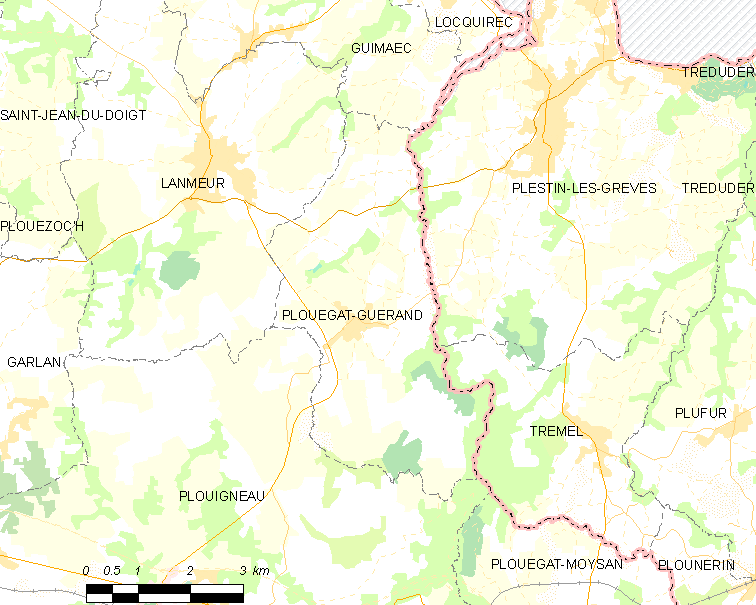
普卢埃加特盖朗的OSM定位图

普卢埃加特盖朗的时区为UTC+01:00、UTC+02:00（夏令时）。

## 行政
普卢埃加特盖朗的邮政编码为29620，INSEE市镇编码为29182。

## 政治
普卢埃加特盖朗所属的省级选区为普卢伊尼欧县。

## 人口

1962-2008年间普卢埃加特盖朗人口变化图示

普卢埃加特盖朗于2022年1月1日时的人口数量为1058人。